# Saanich

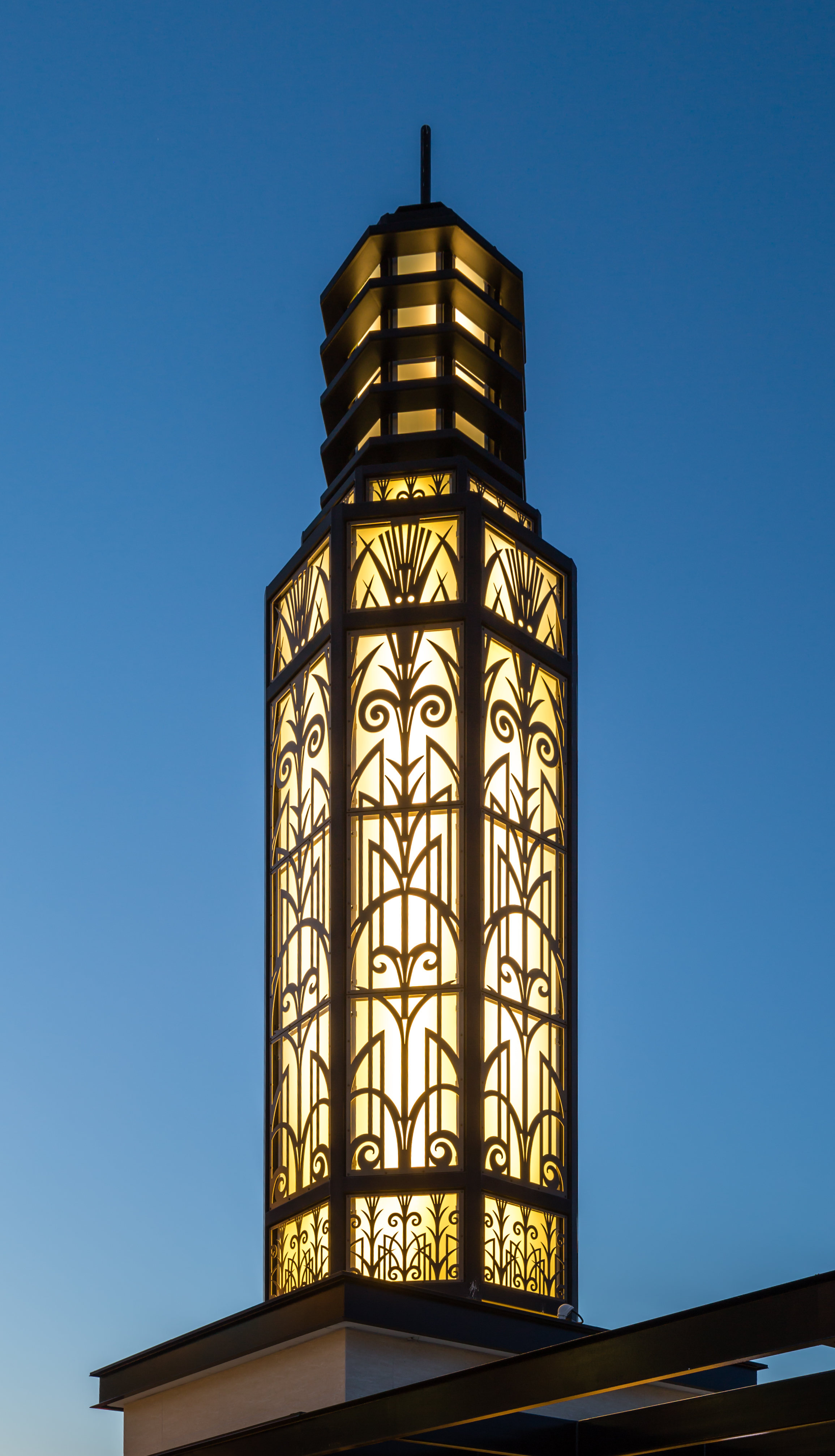
Une tourelle pour un élevateur de garages à Saanich. Juin 2018.

Saanich est une municipalité de district de la Colombie-Britannique au Canada. Elle est située dans le sud de l'Île de Vancouver, juste au nord de Victoria, la capitale provinciale. Avec ses 117 735 habitants en 2021, elle est la municipalité la plus populeuse du District régional de la Capitale et de l'île de Vancouver et la huitième de la province.
Le territoire municipal est composé de zones urbaines, suburbaines et rurales s'étendant sur la péninsule de Saanich. Une partie du campus de l'Université de Victoria y est située. 
L'appellation « Saanich » désigne également la langue qui y était parlée historiquement et la Première Nation des Saanichs. 

## Démographie
| 2001    | 2006    | 2011    | 2016    |
| ------- | ------- | ------- | ------- |
| 103 654 | 108 265 | 109 752 | 114 148 |

## Astronomie
L'Observatoire fédéral d'astrophysique du Conseil national de recherches du Canada est situé à Saanich.

## Honneur
L'astéroïde (745492) Saanich est nommé en son honneur.